# Волшебная флейта (фильм-опера, 1975)
«Волшебная флейта» (швед. Trollflöjten) — художественный фильм режиссёра Ингмара Бергмана, экранизация одноимённой оперы В. А. Моцарта.

## Сюжет
Принц Тамино убегает от преследующей его огромной змеи. На сцене появляются три дамы в чёрных платьях — служанки Царицы Ночи. Желая спасти принца, они разрубают змею на три части. Затем они рассказывают своей госпоже о Тамино.
Очнувшись, Тамино слышит звук флейты птицелова Папагено. Тот появляется на сцене в птичьих перьях, с птичьими клетками в руках, и рассказывает Тамино, как ему удалось убить страшную змею. Явившиеся три дамы наказывают лжеца, запирая его рот на замок. Принцу Тамино они вручают портрет прекрасной девушки, дочери Царицы Ночи, Памины. Почувствовав в сердце любовь, Тамино решается на поиски красавицы. Появляется Царица Ночи и обещает принцу свою дочь в жёны, если он освободит её из плена в замке её отца — волшебника Зарастро. По её приказу три дамы вручают Тамино волшебную флейту, которая поможет ему миновать опасности и счастливо пройти через все препятствия. С губ Папагено они снимают замок и дарят ему волшебные колокольчики. Именно он должен сопровождать принца. Тамино и Папагено в сопровождении троих юношей отправляются в путь. 

## В ролях
- Йозеф Кёстлингер — Тамино
- Ирма Уррила — Памина
- Хокан Хагегорд — Папагено
- Элизабет Эриксон — Папагена
- Ульрик Колд — Зарастро
- Бритт-Мари Арун (швед. Britt-Marie Aruhn) — первая дама
- Кирстен Ваупель (швед. Kirsten Vaupel) — вторая дама
- Биргитта Смидинг (швед. Birgitta Smiding) — третья дама
- Биргит Нурдин (швед. Birgit Nordin) — Царица ночи
- Рагнар Ульфунг (швед. Ragnar Ulfung) — Моностатос
- Эрик Саден (швед. Erik Sædén) — рассказчик
- Йоста Прюселиус (швед. Gösta Prüzelius) — первый священник
- Ульф Юханссон (швед. Ulf Johansson) — второй священник
- Ханс Юханссон (швед. Hans Johansson) — часовой в Доме испытаний
- Еркер Арвидсон (швед. Jerker Arvidson) — часовой в Доме испытаний
- Урбан Мальмберг (швед. Urban Malmberg)
- Ансгар Круук (швед. Ansgar Krook)
- Эрланд фон Хайне (швед. Erland von Heijne)
- Лисбет Закриссон (швед. Lisbeth Zachrisson)
- Нина Харте (швед. Nina Harte)
- Хелена Хёгберг (швед. Helena Högberg)
- Элина Лехто (швед. Elina Lehto)
- Лена Веннергрен (швед. Lena Wennergren)
- Джейн Дарлинг (швед. Jane Darling)
- Соня Карлссон (швед. Sonja Karlsson)
- Эйнар Ларссон (швед. Einar Larsson) — жрец
- Сигфрид Свенссон (швед. Siegfried Svensson) — жрец
- Сикстен Фарк (швед. Sixten Fark) — жрец
- Свен-Эрик Якобссон (швед. Sven-Erik Jacobsson) — жрец
- Фольке Юнссон (швед. Folke Jonsson) — жрец
- Йоста Бэккелин (швед. Gösta Bäckelin) — жрец
- Арне Хендриксен (швед. Arne Hendriksen) — жрец
- Ханс Чюле (швед. Hans Kyhle) — жрец
- Карл Хендрик Кварфордт (швед. Carl Henrik Qvarfordt) — жрец
- Ингмар Бергман — эпизодическое появление в увертюре
- Эрланд Юзефсон — эпизодическое появление в увертюре
- Свен Нюквист — эпизодическое появление в увертюре
- Лив Ульман — эпизодическое появление в увертюре

## Музыканты
- Хор и симфонический оркестр Шведского радио
- Дирижёр — Эрик Эриксон